# Aden
Aden (in arabo عدن, ʿAdin/ʿAdan) è una delle principali città dello Yemen, capoluogo del governatorato di 'Adan. Eretta sul cratere di un vulcano spento, la città è costituita dall'assembramento di antichi villaggi e si affaccia sul porto naturale che si apre sull'omonimo golfo.

## Storia
Marco Polo la descrisse ne Il Milione:
(cap. 190 Della provincia d'Aden)
Durante l'età moderna fu presa di mira dai portoghesi che però non riuscirono su terra a sconfiggere le forze ottomane (essi erano superiori nell'artiglieria navale), venendo respinti.
Occupata dal Regno Unito a partire dal 1839 e amministrata come Colonia di Aden, tra il 1963 e il 1967 la città è teatro del lungo conflitto di guerriglia tra britannici e nazionalisti locali, conclusasi nel novembre del 1967 con il ritiro dei britannici e la nascita dello Yemen del Sud indipendente; e in seguito diventata capitale dello stato della Repubblica Democratica Popolare dello Yemen nel 1970, rimanendo tale fino all'unificazione avvenuta nel 1990, nell'attuale Yemen, della Repubblica Democratica Popolare dello Yemen e della Repubblica Araba dello Yemen.

## Monumenti e luoghi d'interesse
Ad Aden è possibile visitare il Museo Nazionale dello Yemen e le cisterne di al-Tawila

## Infrastrutture e trasporti
La città è servita dall'Aeroporto internazionale di Aden che la mette in collegamento con la capitale San'a con un volo di circa 45 minuti.

## Economia
Il suo porto ha una grossa importanza strategica, affacciandosi sul golfo di Aden, punto obbligato di passaggio per l'ingresso nel Mar Rosso, lungo la rotta per il canale di Suez.

## Galleria d'immagini

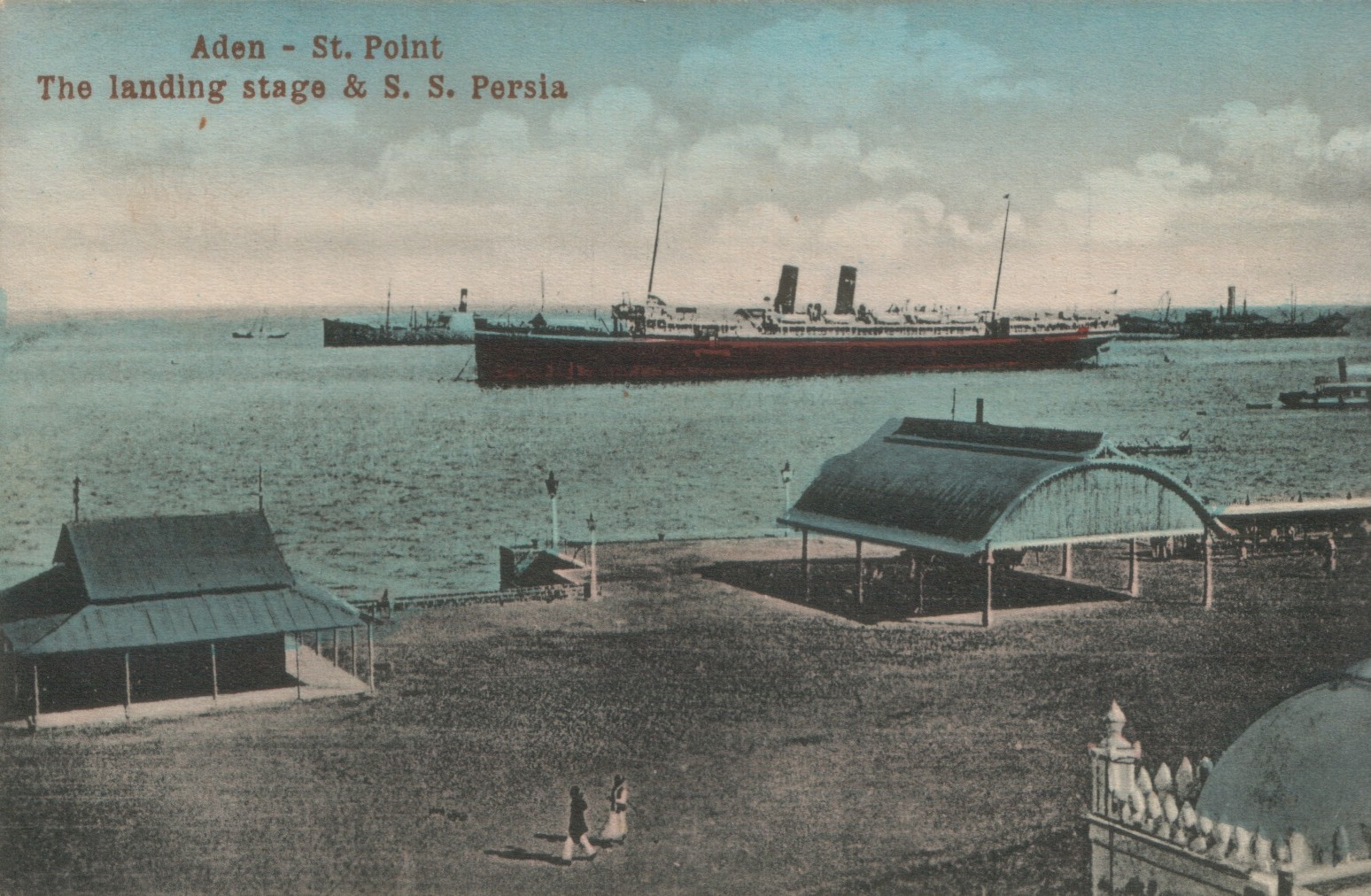
Il porto di Aden (1910 circa)
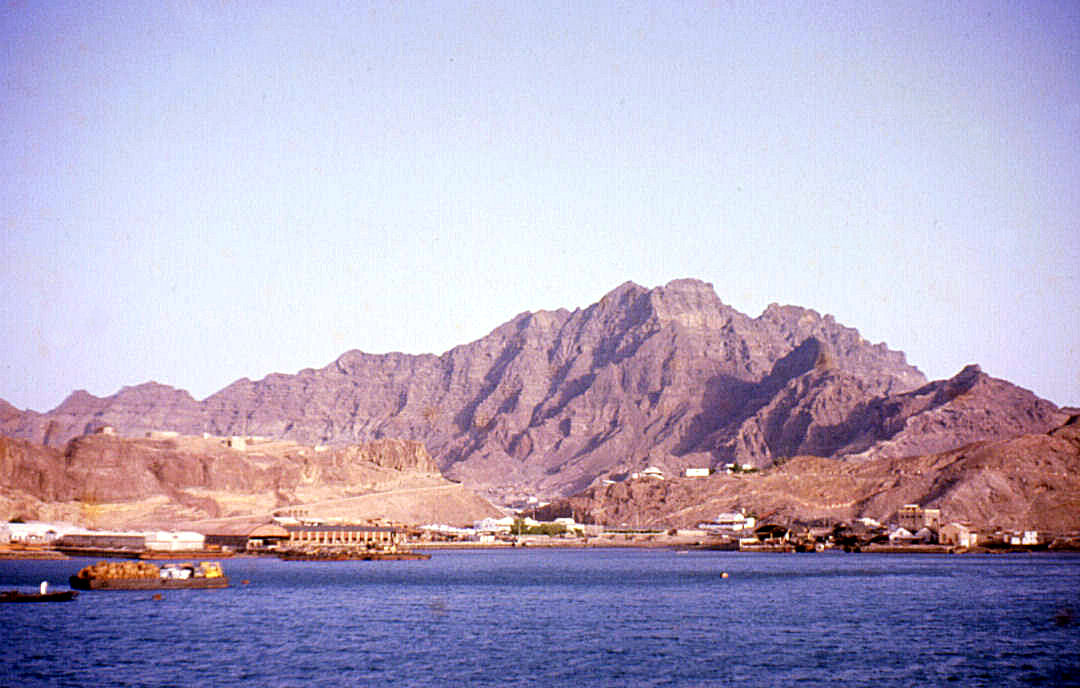
Panorama (1960)
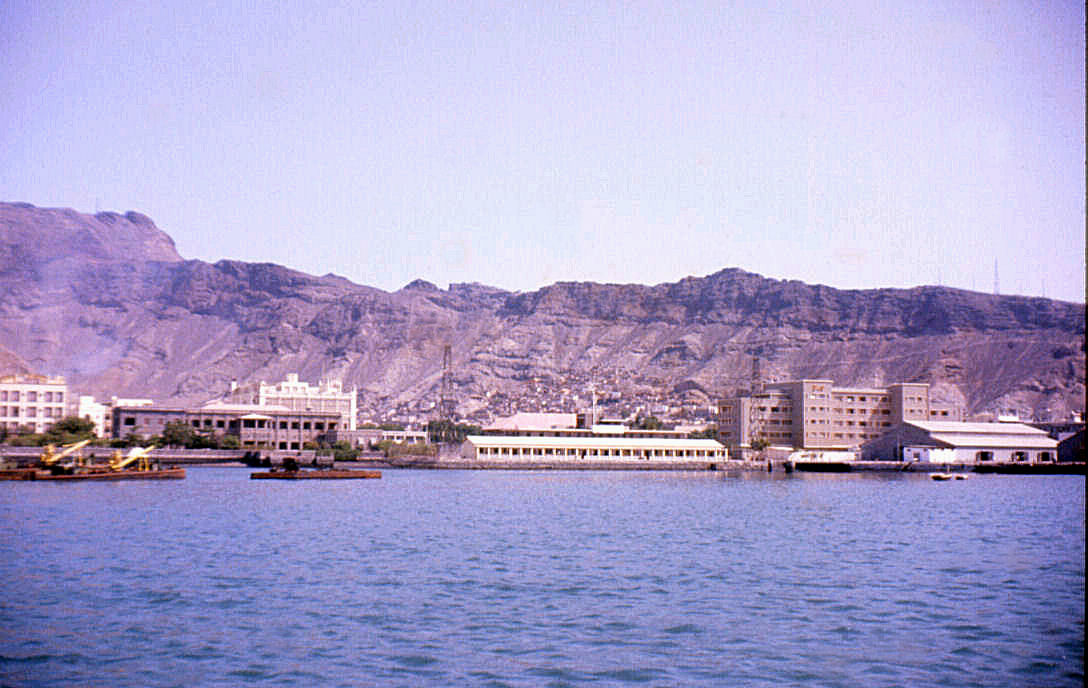
La città vista dal mare (1960)